# Hernán (sèrie de televisió)
Hernán és una sèrie de televisió per internet de drama històric mexicana produïda per Dopamine en col·laboració amb Onza Entertainment, per a TV Azteca i Amazon Prime Video el 2019. Es va estrenar per streaming a Amazon Prime Vídeo el 21 de novembre de 2019, i per televisió el 24 de novembre a Azteca 7.
La producció va planejar la seva estrena com a part de l'aniversari 500 de la caiguda de Tenochtitlan, i gira sobre Hernán Cortés des de la seva arribada a la costa mexicana fins a la derrota dels mexiques.
Aquesta protagonitzada per Óscar Jaenada, juntament amb Michel Brown, Dagoberto Gamma, entre d'altres. Està narrat des de la perspectiva de cada personatge principal.
La sèrie va ser renovada per a una segona temporada, la qual començaria enregistraments el gener de 2020, però a causa dels tràmits per a la filmació en una àrea natural protegida, va ser posposada fins a 2021.

## Repartiment

### Repartiment principal
- Óscar Jaenada com Hernán Cortés[9][4]
- Michel Brown com Pedro de Alvarado[9][4]
- Isabel Bautista com La Malinche (Malitzin) / Marina[9][4]
- Jorge Antonio Guerrero com Xicotencatl[4]
- Mitzi Mabel Cadena com Doña Luisa[4]
- Víctor Clavijo com Cristóbal de Olid[4][10]
- Dagoberto Gama com Moctezuma[9][4]
- Almagro San Miguel com Gonzalo de Sandoval[4]
- Miguel Ángel Amor com Bernal Díaz del Castillo[4]
- Isabel Luna com Mictecacíhuatl[4]

### Repartiment recurrent
- Josué Maychi
- Antonio Trejo com Cuitláhuac[9]
- Aura Garrido com Juana
- Cristian Gamero com Gerónimo de Aguilar[9]
- Antonio Monroi
- Rafael Cortés
- Gabriela Cartol

## Producció
La sèrie va iniciar el seu rodatge el 25 de febrer de 2019 en la Ciutat de Mèxic, i es va filmar en diferents parts de Mèxic per a recrear de manera fidel a l'extinta Tenochtitlan.
Per a la trama i el guió d'aquesta sèrie es van estudiar des de les fonts primàries com còdexs, cartes de relació i les escriptures fetes pels primers cronistes dels segles XVI i XVII. També l'estudi va ser ajudat per l'Instituto Nacional de Antropología e Historia (INAH) perquè la trama fos el més veraç possible. Pel fet que la majoria dels actors que interpretarien als personatges indígenes mancaven de coneixement sobre llengües indígenes com el nàhuatl o el maia, es va haver de fer classes als actors durant 7 mesos.
Els efectes visuals de la sèrie van ser treball de l'estudi "El Ranchito" i cada episodi de la mateixa va costar aproximadament $1.5 milions de dòlars.

## Temporades
| Temporada | Episodis | Estrena                | Final                  | Audiència mitjana |
| --------- | -------- | ---------------------- | ---------------------- | ----------------- |
| 1         | 8        | 21 de novembre de 2019 | 15 de desembre de 2019 | 1 240 000         |